# Harmignies
Harmignies är en ort i Belgien. Den ligger i provinsen Hainaut och regionen Vallonien, i den centrala delen av landet, 50 km söder om huvudstaden Bryssel. Harmignies ligger 45 meter över havet och antalet invånare är 785.
Terrängen runt Harmignies är huvudsakligen platt. Harmignies ligger nere i en dal. Runt Harmignies är det ganska tätbefolkat, med 129 invånare per kvadratkilometer.. Närmaste större samhälle är Mons, 7,0 km nordväst om Harmignies. 
Trakten runt Harmignies består till största delen av jordbruksmark.